# ドラグーン装甲車
ドラグーン装甲車（Dragoon AFV）は、アメリカ合衆国のArrowpointe社（現在のジェネラル・ダイナミクス・ランド・システムズ）が1980年代に設計した4輪式装甲車である。
ドラグーン装甲車は、いくつかの部品をM113装甲兵員輸送車とM809 5tトラックから流用しており、その外見はV-100/V-150 コマンドウによく似ているが、こちらのほうがややサイズは大きい。

## 開発
1960年代末、アメリカ陸軍憲兵隊において、C-130 ハーキュリー輸送機で空輸可能な輸送部隊護衛および基地警備用の装甲車の開発要求が出された事をきっかけに開発がすすめられた。
ドラグーン装甲車の車体は、防弾鋼板の溶接モノコック構造で構成されており、外見上はV-100/V-150 コマンドウに類似しており、前部に操縦席、中央部分を兵員室として左右に大型ドアを設け、後部右側にパワーパックを配置して後部左側にアクセスドアを設ける基本構造も全く同じであるが、操縦席の部分が助手席部分に比べて前に大きく突き出ている（このペリスコープ部分はM113から流用）のが外見上の特徴である。

## 派生型
1人乗りの砲塔（M2 12.7mm重機関銃とM240 7.62mm機関銃、もしくはM2 12.7mm重機関銃とMk.19 40mm自動擲弾銃）、あるいは2人乗りの砲塔（M242 25mm チェーンガンかKBA 25mm機関砲）、コッカリル 90mm低圧砲を搭載した砲塔を装備するほか、無反動砲を搭載した戦車駆逐車や指揮通信車、電子戦車両、警察用車両などの派生型が生産されている。

## 採用国
- アメリカ合衆国 - 海軍の核兵器関連施設警備部隊と、陸軍の新型装備のテストベッド車両として運用。
- タイ
- トルコ - ジャンダルマが60両を保有。
- ベネズエラ - 陸軍が137両を保有。

## 登場作品

### 映画
『ロボコップ2』
麻薬王、ケインの脳を移植したロボコップ2号がお披露目で大暴れした際、近くに駐車していたオムニ社警備隊のドラグーン装甲車（非武装）をアン・ルイス巡査が奪ってロボコップ2号に体当たりし、一時的に動きを止めるが、間もなく動き出して横倒しにされた。
『ロボコップ3』
終盤の市街戦でゴロツキ集団を雇い入れたリハッブ隊が、90mm砲を装備したドラグーン装甲車で抵抗するデトロイト市民と警官隊に対して砲撃を行うが、フライトパックを装備したロボコップのアームガンから発射されたスマート弾（ミサイル）で破壊された。